# جائزة سنغافورة الكبرى 2012
جائزة سنغافورة الكبرى 2012 (بالإنجليزية: 2012 Singapore Grand Prix)‏ هو سباق فورمولا 1 أقيم بتاريخ 23 سبتمبر 2012 في حلبة شارع مارينا باي، سنغافورة. كان الرابع عشر من أصل 20 في بطولة العالم لسباقات الفورمولا واحد موسم 2012. حلّ الألماني سباستيان فيتل أولا بينما جاء جنسن باتون في المركز الثاني وحصل على المركز الثالث الإسباني فرناندو ألونسو.